# Ilha Craney

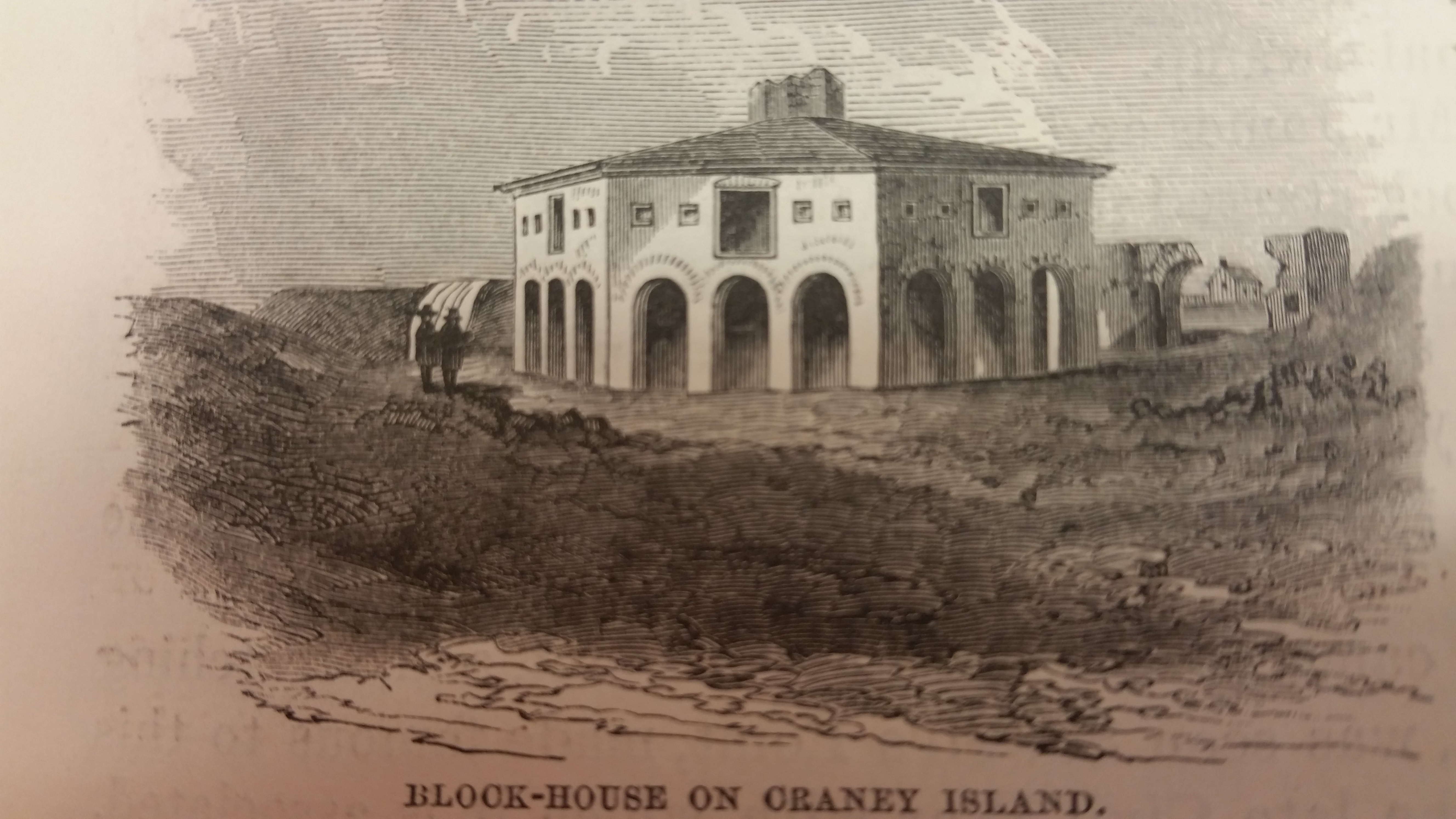
Craney.

Ilha Craney é um ponto de terra na cidade independente de Portsmouth, no sul de Hampton Roads, região leste da Virgínia, nos Estados Unidos. O local, anteriormente, no condado de Norfolk, está próximo da foz do rio Elizabeth, oposto Lambert's Point, em Hampton Roads. É gerido pelo Corpo de engenheiros do exército dos Estados Unidos.